# Potter Building
Le Potter Building est un immeuble du quartier financier de Manhattan à New York. Le bâtiment occupe un bloc le long de la rue Beekman avec les adresses 38 Park Row à l'ouest et 145 Nassau Street à l'est. Il a été conçu par Norris G. Starkweather dans une combinaison des styles Queen Anne et néo-grec, comme une structure à ossature de fer. 

## Histoire et description
Le Potter Building a été construit en 1883–1886 pour remplacer un ancien siège du New York World, construit en 1857 et incendié en janvier 1882. Il a été développé par le politicien et promoteur immobilier Orlando B. Potter. Le bâtiment utilisait les méthodes d'ignifugation les plus avancées alors disponibles, comme les poutres en fer roulé, les colonnes en fonte, les murs extérieurs en briques, les arches de tuiles et la terre cuite. Le Potter Building a également été l'un des premiers bâtiments à ossature de fer et parmi les premiers à avoir un plan d'étage en forme de «C», avec une cour lumineuse extérieure donnant sur la rue Beekman. Le design original reste en grande partie intact. 

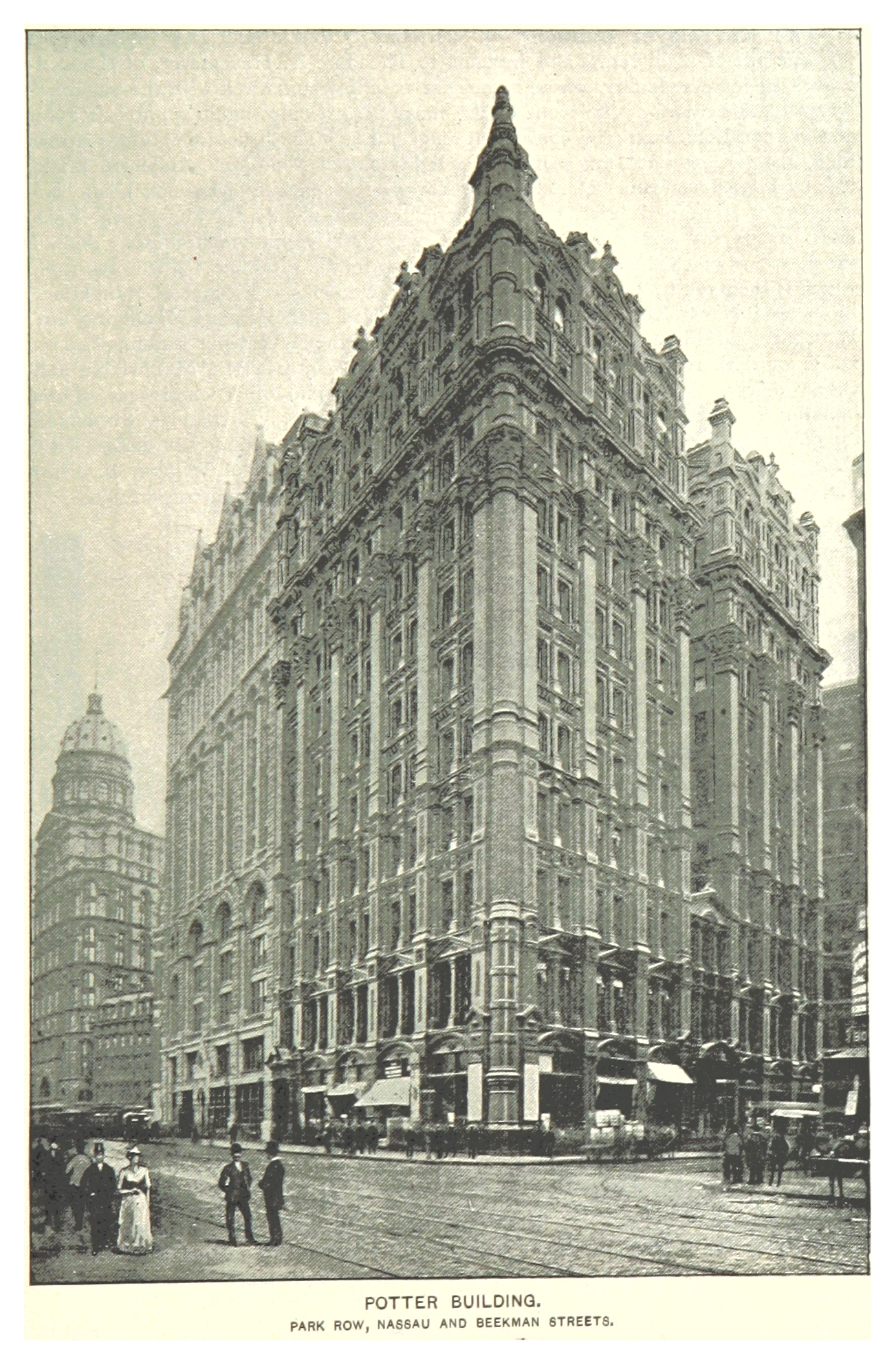
1893 représentation de l'édifice Potter

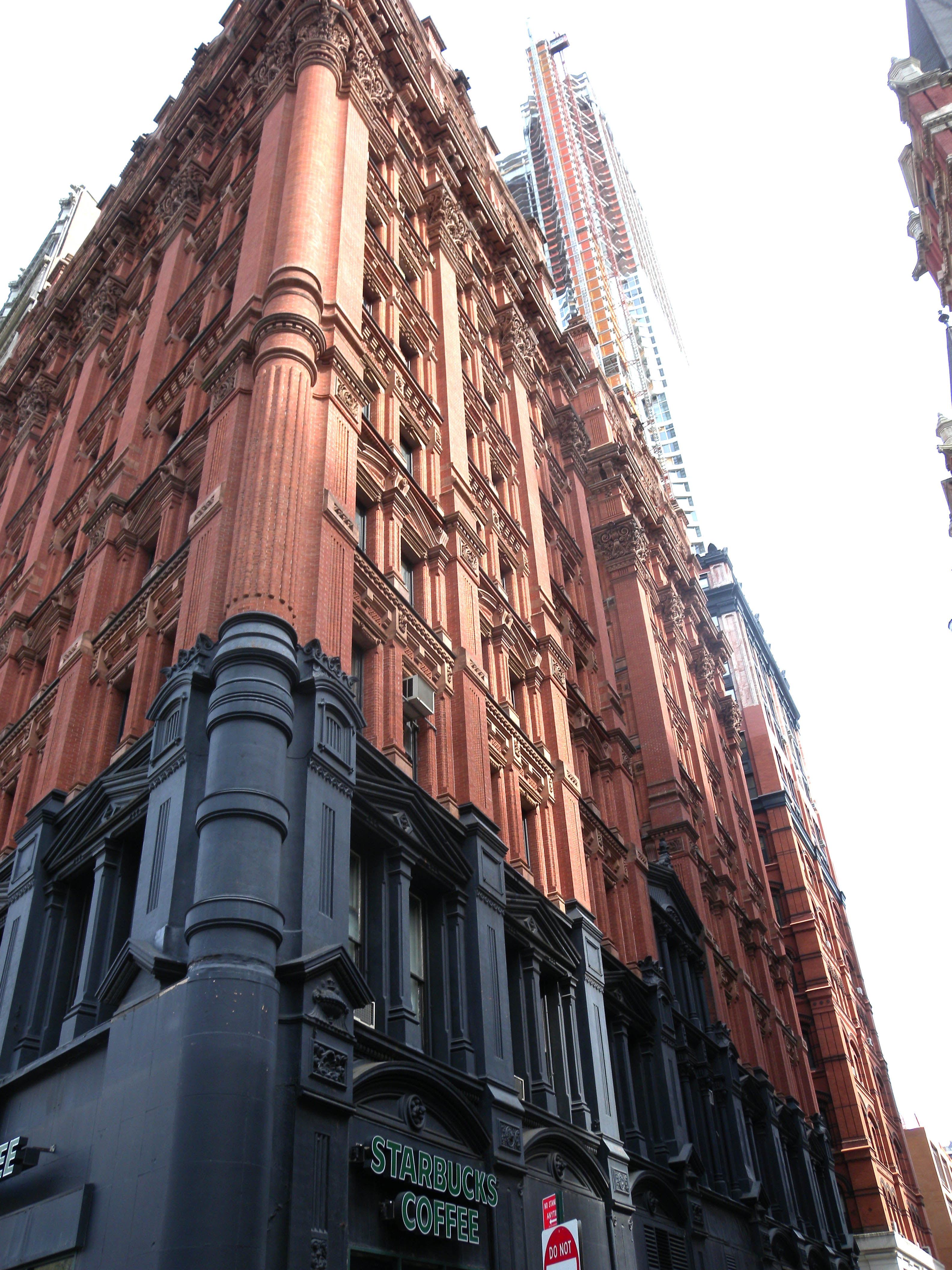
Détail de la façade

Le Potter Building a été converti en appartements en 1979-1981 et a été désigné monument de New York en 1996. 